# ヴォイチェフ・ヴァイス
ヴォイチェフ・ヴァイス（ポーランド語: Wojciech Weiss, 1875年5月4日 - 1950年12月7日）は、ヤング・ポーランド運動において卓越したポーランド人画家、素描家。
ヴァイスはオーストリア＝ハンガリー帝国（現ルーマニア）に亡命したポーランド人夫婦、スタニスワフ・ヴァイス（Stanisław Weiss）とマリア・コパチニスカ（Maria Kopaczyńska）の間にブコビナで生まれた。音楽の勉強を辞したのち、パリ、ローマ、フィレンツェで美術を学び、ポーランドのクラクフ美術学校にてレオン・ヴィチュウコフスキ（Leon Wyczółkowski）に師事する。また1907年より同校の教授、学長を務める。
青年期よりデカダン派の小説家スタニスワフ・プシビシェフスキ（Stanisław Przybyszewski）の芸術哲学の影響を受け、元々は歴史や神話をテーマとした作品を制作していたが、のちにエドヴァルド・ムンク、ヤツェク・マルチェフスキらの多大な影響を受けて表現主義的手法へと移行、のちにウィーン分離派に所属した。とりわけ、雑踏でのスケッチ、彼が住まいとしたストシジュフ、プワシュフ、カルヴァリア・ゼブジドフスカといった町の風景画、肖像画、ヌード絵画を得意とする。また写真にも情熱を注ぎ、数百の家族写真を残した。
また、ポーランドにおけるアール・ヌーボーのポスターデザインの第一人者でもある。晩年にはポーランドにおける社会主義リアリズム絵画への幾つかの重要な貢献を果たした。

## 没後

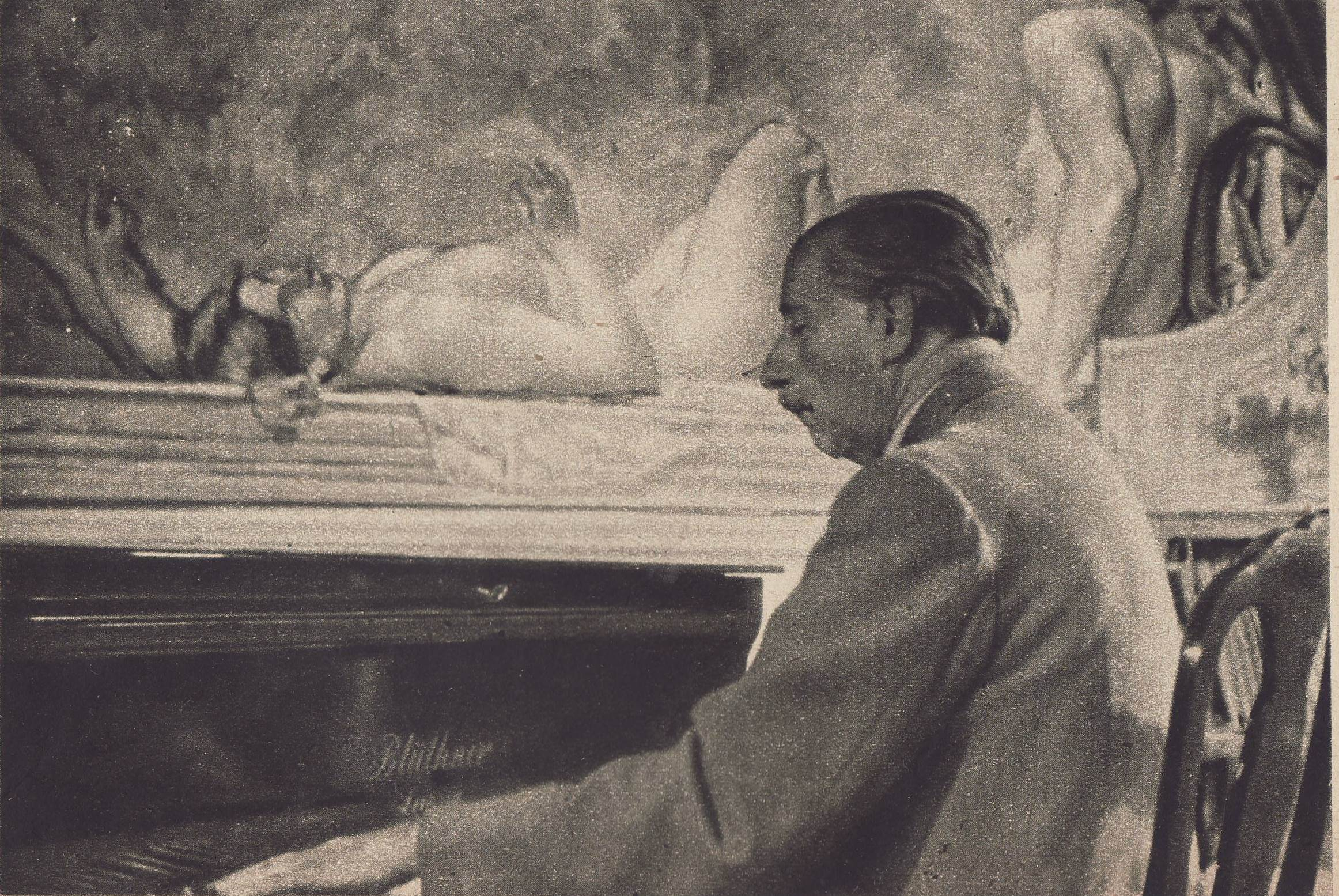
ヴォイチェフ・ヴァイス

彼の死後、作家名 “アネリ”（Aneri）としても知られる妻イレーナ・ヴァイソワ（Irena Weissowa）は、息子のスタニスワフとともにクラクフに “ヴォイチェフ・ヴァイス美術館” の創立や国立クラクフ美術館での常設展示の実現に努めたが、当時は双方ともやむを得ず実現しなかった。2006年、ヴァイスの孫娘により “ヴォイチェフ・ヴァイス美術館財団” が設立されている。

## 日本美術の影響
ヴァイスは油画、グラフィックデザイン、パステル画、水彩画、素描など多彩な作品を残したアーティストである。アカデミーではヤツェク・マルチェフスキ、レオン・ヴィチュウコフスキらに師事し大きな影響を受けた。ヴァイスの初期作品は彩度の抑えられた退廃的雰囲気を持つものであったが、1905年を境に白を基調とするようになり、次第に色彩豊かになってゆく。絵のテーマは風景やヌードが主であったが、より大きな作品に用いたのはスタニスワフ・プシビシェフスキの散文詩にインスピレーションを受けた象徴主義的な作風であった。
カルヴァリア・ゼブジドフスカに小さいながら絵のように美しい家を買ったことがヴァイスの作家人生の転機となった。自然とより近くにふれあうようになったことで、日本美術の影響が作品に現れはじめたのである。ヴァイスは浮世絵など日本の木版画における美学を徹底して学び、そこから得た技法をポーランドの地で実践した。極東の美術に対する情熱は、彼の親友でポーランド随一の美術品収集家およびプロモーターであったフェリクス・“マンガ”・ヤシェンスキ（Feliks Jasieński (ポーランド語版) ）に受け継がれた。

## 受賞・受勲
1914年
- 鉄冠勲章（Order Korony Żelaznej (英語版) ）、オーストリア・ハンガリー帝国
- 聖ミヒャエル王室勲章（Order Zasługi Świętego Michała (英語版) ）、バイエルン王国

1936年
- 三ツ星勲章（Orderu Trzech Gwiazd (英語版) ） 三等級、ラトビア
- ポーランド復興勲章（Orderu Odrodzenia Polski (英語版) ） 三等級
- ポーランド文学アカデミー ゴールデンローレル賞（Złotym Wawrzynem Akademickim Polskiej Akademii Literatury (英語版) ）

– ポーランドの芸術分野においての目覚ましい貢献に対して
1937年
- 宗教および国民教育大臣賞（Ministerstwo Wyznań Religijnych i Oświecenia Publicznego (ポーランド語版) ）

– ポーランドの国家的芸術賞

## 代表作
- Altana, 1903, キャンバスに油彩, 96,5 x 146,5 cm, クラクフ国立美術館
- Autoportret z maskami, 1900, キャンバスに油彩, 91 x 73 cm, クラクフ国立美術館
- Demon (W kawiarni), 1904, キャンバスに油彩. 66,5 x 96 cm, クラクフ国立美術館
- Malarz i modelka, 1911, キャンバスに油彩, 151 x 80 cm, トルン美術館(District Museum in Toruń (英語版))
- en:File:Wojciech-Weiss-Manifest(1950-painting).jpg Manifest, 1950, キャンバスに油彩, 190 x 136 cm, ワルシャワ国立美術館
- Melancholik (Totenmesse), 1898, キャンバスに油彩, 128 x 65,5 cm, クラクフ国立美術館
- Modelka, 1911頃, キャンバスに油彩, 80 x 62 cm, リヴィウ国立アートギャラリー(Lviv National Art Gallery (英語版))
- Odyseusz pod ziemią w Hadesie, 1895, キャンバスに油彩, 66 x 96 cm, アダム・ミツキェヴィチ文学美術館、ワルシャワ
- Opętanie, 1899-1900, キャンバスに油彩, 100 x 185 cm, ワルシャワ文学美術館
- Pejzaż z Kalwarii Zebrzydowskiej, 1936, キャンバスに油彩, 46 x 65 cm, ワルシャワ国立美術館
- Pocałunek na trawie, 1900頃, キャンバスに油彩, 45 x 74 cm, ポズナン国立美術館(National Museum, Poznań (英語版))
- Portret Dagny Juel Przybyszewskiej, 1899, 紙にクレヨン, 49,5 x 60 cm, アダム・ミツキェヴィチ文学美術館、ワルシャワ
- Portret Modelki Jadźki, 1947, キャンバスに油彩, 78 x 78 cm, グダニスク国立美術館
- Promienny zachód słońca, 1902頃, キャンバスに油彩. 60,5 x 81 cm, ポズナン国立美術館
- Strachy, 1905, キャンバスに油彩, 95 x 145 cm, クラクフ国立美術館 (depozyt)
- Student, 1897, キャンバスに油彩, 96 x 64 cm, ヴァヴェル城(Wawel Castle (英語版))
- Szkic do autoportretu z jabłkiem, 1897, 紙に水彩, 31,7 x 45 cm, アダム・ミツキェヴィチ文学博物館、ワルシャワ
- Taniec, 1899, キャンバスに油彩, 65 x 97 cm, Zbiory rodziny artysty
- Wenus, 1916, キャンバスに油彩, 79 x 101 cm, ワルシャワ国立美術館
- Widok z okna, 1927-1939, キャンバスに油彩, 44 x 30 cm, ヴロツワフ国立美術館(National Museum, Wrocław (英語版))
- Wiosna, 1898, キャンバスに油彩, 96,5 x 65,5 cm, ワルシャワ国立美術館
- Zasmucona, 1898, キャンバスに油彩, 70,5 x 50 cm, ポズナン国立美術館
- Żona artysty w ogrodzie, 1916, キャンバスに油彩, 80 x 63 cm, ワルシャワ国立美術館